# جائزة تركيا الكبرى 2005
جائزة تركيا الكبرى 2005 هو سباق فورمولا 1 أقيم بتاريخ 21 أغسطس 2005 في إسطنبول، تركيا. كان الرابع عشر من أصل 19 في بطولة العالم لسباقات الفورمولا واحد موسم 2005. حلّ الفنلندي كيمي رايكونن أولا بينما جاء الإسباني فرناندو ألونسو في المركز الثاني وحصل على المركز الثالث الكولومبي خوان بابلو مونتويا.